# Speaking in Tongues (album de Bizzy Bone)
Pour les articles homonymes, voir Speaking in Tongues.
Albums de Bizzy Bone
For the Fans Vol. 1
(2005) Thugs Revenge
(2006)
Speaking in Tongues est le quatrième album studio de Bizzy Bone, sorti le 27 septembre 2005.
L'album s'est classé 15e au Top Independent Albums, 59e au Top R&B/Hip-Hop Albums et 183e au Billboard 200.

## Liste des titres
| No  | Titre                                                            | Contient un (des) sample(s) de | Durée |
| --- | ---------------------------------------------------------------- | ------------------------------ | ----- |
| 1.  | What U See (Produit par Studio Kat)                              |                                | 4:40  |
| 2.  | T.T. (Produit par Quite Stankable Productions)                   |                                | 3:46  |
| 3.  | Bald Head Horse Man (Produit par Tightanniam Beats)              |                                | 3:51  |
| 4.  | Seeing Things (Produit par Eddie B)                              |                                | 4:00  |
| 5.  | BB da Thug (Produit par Eddie B)                                 | I Need Love de LL Cool J       | 2:10  |
| 6.  | Beauty (You Just a Rose) (Produit par Eddie B)                   |                                | 4:17  |
| 7.  | Carry My Baby (Produit par Eddie B)                              |                                | 3:36  |
| 8.  | Hold Me Down (featuring Bambino – Produit par Tightanniam Beats) |                                | 3:12  |
| 9.  | He Told Me (featuring Kahnma – Produit par Eddie B)              |                                | 3:26  |
| 10. | Represent da One (Produit par Eddie B)                           |                                | 2:13  |
| 11. | Less Fame (Produit par Quite Stankable Productions)              |                                | 3:11  |
| 12. | Shake Ya Stick (Produit par Quite Stankable Productions)         |                                | 4:26  |
| 13. | All Good (Produit par Quite Stankable Productions)               |                                | 4:17  |